# Jordan Rudess

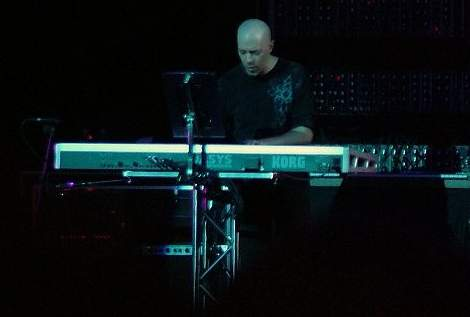
Rudess in Radio City Music Hall

Jordan Rudess (geboren als Jordan Charles Rudes, New York, 4 november 1956) is een Amerikaans toetsenist, bekendst van zijn rol in de band Dream Theater.

## Biografie
Een leraar op de lagere school ontdekte dat Jordan Rudess aanleg had voor het toetsenspel. Door diens toedoen kwam er een piano in huize Rudess en ging hij les nemen. Rudess was nog maar negen jaar toen hij werd toegelaten op de prestigieuze Juilliard School of Music, waar hij iedere zaterdag pianoles kreeg. Hier werd hij opgevoed met Bach, Debussy, Beethoven en Chopin. Op zijn achttiende wekten The Beatles zijn aandacht voor de popmuziek en al snel raakte hij in de ban van de progressieve rock en de synthesizer.
Na eerst gespeeld te hebben bij een coverband trad hij toe tot de rockband Speedway Blvd in New York. Rudess werkte mee aan het eerste album dat in 1980 uitkwam.
Tegenwoordig is Rudess een opnameartiest, componist, producent en uitvoerder. Na de verschijning van zijn soloalbum Listen werd hij in 1994 door de lezers van Keyboard Magazine verkozen tot beste nieuwe talent. Rudess is sinds 1998 lid van de progmetalband Dream Theater.
Rudess vormde een tweeledig "powerduo" met Dregsdrummer Rod Morgenstein nadat hij hen vergezelde bij de Dixie Dregs. Het Rudess Morgenstein Project is een krachtig progressief rockduo van keyboard en drums. De cd is wereldwijd gepubliceerd door Domo Records.
Rudess heeft in 2002 met David Bowie gewerkt. Hij heeft keyboardpartijen opgenomen voor Bowies album Heathen.
De draaiende keyboardstandaarden van Jordan Rudess worden sinds 2001 (voor het begin van de "World Tourbulence") ontworpen en gebouwd door Patrick Slaats uit Nederweert, Nederland, waarbij "The Hand Stand" een samenwerking is geweest met Eric Laxman uit New York.

## Discografie

### Soloalbums
- Arrival (cassette, 1988)
- Listen (cd, 1993)
- Secrets of the Muse (cd, 1997)
- Resonance (cd, 1999)
- Feeding the Wheel (cd, 2001)
- 4NYC (cd, 2002)
- Christmas Sky (cd, 2002)
- Rhythm of Time (cd, 2004)
- Prime Cuts (cd, 2006)
- The Road Home (cd, 2007)
- Notes on a Dream (cd, 2009)
- All That Is Now (cd, 2013)
- Explorations (cd, 2014)
- The Unforgotten Path (cd, 2015)
- Wired for Madness (2019)
- Heartfelt (2019)
- A Chapter In Time (2021)
- Rockestra (2021)
- Piano & Orchestra (2023)
- Permission To Fly (2024)

### Met Dream Theater
- Metropolis, Pt. 2: Scenes from a Memory (cd, 1999)
- Live Scenes from New York (dvd/driedubbel-cd, 2001])
- Six Degrees of Inner Turbulence (dubbel-cd, 2002)
- Train of Thought (cd, 2003)
- Live at Budokan (dubbel-dvd/driedubbel-cd, 2004)
- Octavarium (cd, 2005)
- Score, 20th anniversary world tour (dubbel-dvd/driedubbel-cd, 2006)
- Systematic Chaos (cd/dvd/lp, 2007)
- Chaos in Motion 2007-2008 (cd/dvd, 2008)
- Black Clouds & Silver Linings (cd/driedubbel-cd/lp, 2009)
- A Dramatic Turn of Events (cd, 2011)
- Dream Theater (cd, 2013)
- Live at Luna Park (cd, 2013)
- Breaking the Fourth Wall (driedubbel-cd/dubbel-dvd/br, 2014)
- The Astonishing (dubbel-cd, 2016)
- Distance over Time (cd, 2019)
- Distant Memories - Live in London (driedubbel-cd/dubbel-dvd, 2020)
- A View from the Top of the Top of the World (cd, 2021)

### Project Albums
- Rudess/Morgenstein Project (cd, 1999)
- An Evening with John Petrucci and Jordan Rudess (cd, 2001)
- Rudess/Morgenstein Project - The Official Bootleg (cd, 2001)

### MetLiquid Tension Experiment
- Liquid Tension Experiment (cd, 1998)
- Liquid Tension Experiment 2 (cd, 1999)
- Spontaneous Combustion (cd, 2007) - als Liquid Trio Experiment[1]
- When the Keyboard Breaks: Live in Chicago (2009) - als Liquid Trio Experiment 2[2]
- Liquid Tension Experiment Live 2008 – Limited Edition Boxset (2009)
- Liquid Tension Experiment 3 (dubbel-cd) (2021)

### Gastoptreden
- Vinnie Moore - Time Odyssey (1988)
- Noirin Ni Riain - Celtic Soul (1996)
- Rhonda Larson - Free as a Bird (1999)
- Paul Winter and The Earth Band - Journey with the Sun (2000)
- Scott McGill - Addition by Subtraction (2001)
- Prefab Sprout - The Gunman and Other Stories (2001)
- David Bowie - Heathen (2002)
- Jupiter - Echo and Art (2003)
- Neal Morse - ? (2005)
- Neil Naza - When Gravity Fails (2006)
- Behold.. the Arctopus - Skullgrid (continuüm in het laatste nummer van het album) (2007)
- Ricky Garcia - Let Sleeping Dogs Lie (2008)

### Overig
- Speedway Boulevard - Speedway Boulevard (cd) (1981)
- Steinway to Heaven - Revolutionary Etude (Op. 10, No. 12) (1996)